# Butterfly (album de Mariah Carey)
Pour les articles homonymes, voir Butterfly.
Albums de Mariah Carey
Daydream
(1995) #1's
(1998)
Singles
Butterfly est le sixième album studio de Mariah Carey et est sorti le 16 septembre 1997 sous le label Columbia Records. L'album mélange des sonorités hip-hop et R'n'B et des mélodies contemporaines. Carey travaille avec Walter Afanasieff tout au long de l'album, qui a écrit et produit la plupart de ses chansons précédentes. Elle collabore aussi avec des producteurs de rap et de hip-hop comme Sean "Puffy" Combs, Q-Tip, Missy Elliott et Poke & Tone. Avec ces producteurs, Butterfly dévie vers un son plus contemporain que ses albums précédents et est considéré comme un album majeur des années 1990 ainsi que de la musique pop et R'n'B.
Avec Butterfly, Carey continue la transition musicale qu'elle avait commencée avec Daydream (1995), et entre sur le marché hip-hop et R'n'B. Sa musique s'oriente plus vers le R'n'B et l'éloigne de la pop contemporaine présente dans les albums précédents. Durant son mariage avec Tommy Mottola, Carey ne pouvait pas choisir sa direction artistique mais après leur divorce qui a eu lieu pendant la conception de l'album, elle a pu refléter sa maturité artistique et son évolution dans le texte des chansons. Selon le livret présent dans l'album Memoirs of an Imperfect Angel, elle considère Butterfly comme son meilleur album et un grand tournant dans sa vie et sa carrière.
Depuis sa sortie, Butterfly reçoit de bonnes critiques qui adoptent sa transition musicale. Ils complimentent la maturité et la production de l'album et la direction musicale de Carey et concluent : « c'est un album de transition qui fait d'elle une rareté des années 1990 ». Sorti au moment d'une dispute de Carey avec Sony Music, l'album connaît un grand succès, aussi bien en Australie, qu'au Canada, au Japon ou aux Pays-Bas. Dans le Billboard 200, il débute à la première place et ne passe qu'une semaine en cette position. Il est certifié quintuple disque de platine par la Recording Industry Association of America (RIAA) et reçoit le Million Award au Japon.
Cinq singles sortent pour promouvoir l'album ; deux singles internationaux et trois promotionnels. Honey, le premier, est numéro un aux États-Unis et au Canada et atteint le top 5 en Nouvelle-Zélande, Espagne et Royaume-Uni. Le quatrième single, My All, entre dans le top 10 des pays européens. My All est le treizième numéro un de Carey aux États-Unis, lui permettant de dépasser Madonna et devient l'artiste féminine qui a le plus de numéros un. Pour promouvoir Butterfly, elle part également en tournée, le Butterfly World Tour, à travers l'Australie, le Japon Taïwan et Hawaii. Butterfly est nommée pour trois récompenses à la quarantième cérémonie des Grammy Awards mais ne remporte aucun trophée.

## Genèse
« Dans le passé, les gens étaient terrifiés de me laisser explorer la musique que j'aime et écoute. Ils me voyaient avec ces instruments et faisaient tout pour les écarter. Il y avait beaucoup de gens autour de moi qui n'aimaient pas le changement. J'étais un bien précieux et ils ne voulaient pas me perdre. J'étais encouragée à rester monotone car la monotonie vend des disques ».
Carey commence à travailler sur Butterfly en janvier 1997. Elle divorce d'avec son mari, Tommy Mottola son manager depuis 1988, durant la production de l'album. Le contrôle grandissant qu'a eu Carey au fil des années a provoqué beaucoup de disputes au sein du couple qui ont amené à la séparation. Tout au long de l'enregistrement de l'album et contrairement à ses anciens albums, elle collabore avec des producteurs de hip-hop et de rap, Sean "Puffy" Combs, Q-Tip, Missy Elliott et Poke & Tone. Les critiques voient la nouvelle équipe de Carey comme une revanche contre Mottola et Sony Music. Carey dément ce changement radical mais dit que le style musical de son nouvel album est son propre choix. Alors, Carey explique que le contrôle que Sony, dont le directeur était Mottola, étendait dans sa musique l'empêchait de choisir la musique qui la passionnait. De leur côté, Sony dit que Carey, l'artiste la plus rentable du label, prend beaucoup de risques en faisant cela.
La pression des médias et de la séparation a commencé à se ressentir chez Carey. Des différences entre Walter Afanasieff et elle ont mis fin à leur collaboration, après avoir travaillé avec elle sur la plupart de ses chansons précédentes. Le point de rupture est intervenu au cours d'une dispute lors d'une longue session d'enregistrement sur la musique. Carey a dû également faire face aux critiques des médias sur sa voix et ses nouveaux producteurs et certains soupçonnent des relations amoureuses entre Carey et certains rappeurs qui auraient influencé les décisions de la chanteuse. Cependant, Carey dément ces soupçons et dit qu'elle n'a couché qu'avec son mari.

## Production et structure musicale
Avec la variété des producteurs et la nouvelle direction musicale de Carey, l'album a tout pour devenir un succès. Pour Honey, Mariah Carey collabora d'abord avec Q-Tip ; ils écrivent les paroles et amènent des échantillons à Puff Daddy. Puffy exprime son respect envers Mariah Carey, en disant qu'elle travaille ses enregistrements jusqu'à ce qu'elle sente que c'est parfait. Après les paroles, Carey et Puffy travaillent sur le hook puis sur les échantillons ainsi que sur le refrain et le pont. Après avoir fini la chanson, Combs en est satisfait mais, à cause de son influence hip-hop, il est peu optimiste sur les ventes du single. La chanson est musicalement différente des autres de Carey et est considérée comme une « piste hip-hop et une basse résonnante. Q-Tip produit la mélodie et Stevie J. les claviers. La production de Combs donne un effet « lumineux et aéré », s'éloignant du rythme contemporain de Carey ». Honey présente quelques échantillons de The Body Rock par Treacherous Three et Hey DJ par World's Famous Supreme Team. La piste réunit le hip-hop et le R&B avec quelques éléments pop et elle contient un « refrain accrocheur, combinant hip-hop et pop en quelque chose qui n'a pas l'intention d'être rejeté, et en offrant un bon départ pour un album ».
La seconde chanson est nommée Butterfly et devient la « ballade la plus sincère et favorite » de Carey. Ses paroles sont très personnelles et liées à la vie intime de Carey avec Mottola. Elle écrit Butterfly pour Mottola, en espérant qu'il dirait la même chose, et choisir de faire ce qui était le mieux pour elle. Elle décrit la chanson comme « la meilleure ballade qu'elle n'a jamais écrit » et la crédite comme l'incarnation de sa grande œuvre qui est Butterfly. Carey et Afanasieff écrivent aussi My All. My All est une ballade qui incorpore RnB contemporain et musique latine avec les guitares et les percussions dans le premier refrain,. La chanson a un « son luxuriant » et se compose d'arpeggios de guitare produit dans le studio. My All est comparée au style musical de Toni Braxton. The Roof (Back in Time) échantillonne la chanson Shook Ones Part II de Mobb Deep, dans le refrain et le pont. Carey écrit les paroles et produit la mélodie. Cory Rooney produit et arrange également le titre.
« J'avais déjà le crochet, ainsi que la mélodie et les paroles du refrain. Puis elle et moi avons travaillé sur une nouvelle mélodie pour les couplets et nous avons fait le premier couplet, et la seconde moitié et le deuxième couplet ensemble ».
Fourth of July, l'une des plus lentes ballades, est écrite par Carey et Afanasieff mais ne sort pas en single. La chanson a des influences de jazz et est comparée aux chansons Vanishing et The Wind. Les deux pistes suivantes, Breakdown et Babydoll, Chris Nickson les voit comme « la colonne vertébrale de l'album et une déclaration d'indépendance ». Breakdown est l'une des premières chansons hip-hop et beaucoup ont été surpris quand elle a contacté Bone Thugs-n-Harmony pour enregistrer la chanson avec elle car elle est considérée comme une artiste R&B. Selon Chris Nickson, auteur d'une biographie, Breakdown est une chanson importante pour Butterfly : « Breakdown montre le courage que prend Carey dans ce nouveau territoire et se l'approprie, sa mélodie couve sa voix et son groove est irrésistible ». Pour Babydoll, elle fait équipe avec Elliott. La chanson a été enregistrée à Atlanta, dans le lieu de résidence d'Elliott et Trey Lorenz, ami de longue date de Carey, fait les chœurs. Babydoll est perçue comme « une pièce moteur vocale » avec « la batterie inventive » de Rooney. D'autres chansons aux influences R'n'B comme Whenever You Call et Close My Eyes sont très importantes pour Carey à cause du contenu des paroles. Toutes deux similaires aux travaux précédents de Carey, Nickson dit :

« Alors que Carey va au-delà de ce qu'elle a déjà fait, ils ont souffert en comparaison. Mais même ici, on pouvait entendre la nouvelle Mariah dans la finesse des arrangements et la façon dont elle utilisait sa voix, plutôt que tout autre instrument, contrôlait la chanson. Elle a grandi au point où elle avait moins besoin de gens derrière elle pour prouver qu'elle pouvait être grande, pour la chanson et pour elle. Il est notable, comme pour toutes les autres ballades, que ces deux là s'appuyèrent sur le R'n'B. »

Carey écrit la chanson Fly Away (Butterfly Reprise) avec le producteur David Morales. En imaginant le concept de Butterfly, elle destine la chanson à être de style house, mais la transforme en ballade après l'avoir écrite. Carey exprime son désir de présenter le concept en style house, en plus de la ballade Butterfly. Morales prend les paroles de Carey, la mélodie et ajoute un rythme house. Pour l'album, elle enregistre une version de la chanson The Beautiful Ones en duo avec Sisqó. La chanson est l'une des dernières enregistrées et est la seule reprise de Butterfly. La dernière chanson de l'album est Outside, une ballade écrite par Carey, Afanasieff et Rooney. Richard Harrington de The Washington Post décrit la subtile intégration des genres R'n'B et adult contemporary :

« Il y a deux Mariah Carey dans Butterfly. L'une est orientée vers la pop, de préférence ballade et travaille efficacement avec son partenaire de longue date, le producteur-compositeur Walter Afanasieff. L'autre est de style hip-hop indépendant et travaille avec Ol' Dirty Bastard sur son dernier album et fait ici équipe avec plusieurs genres de personnes influentes, plus particulièrement Sean "Puffy" Combs, le parrain du hip-hop soul et le plus grand producteur de musique pop aujourd'hui. »

## Accueil

### Critique
Butterfly reçoit, dès sa publication, de bonnes critiques. Nathan Brackett, journaliste de Rolling Stone fait l'éloge des producteurs de l'album et la voix de Carey « mieux contrôlée ». Brackett parle d'un lien entre les paroles de chansons et sa séparation avec Mottola. Jon Pareles de The New York Times considère Butterfly comme un « nouveau tournant » dans sa carrière. À part ce nouveau tournant, il remarque que certaines chansons ont un lien direct avec Mottola comme Butterfly et Close My Eyes. Il écrit : « Depuis que Carey écrit ses propres paroles, les fans pourraient s'attendre à un aperçu des difficultés conjugales de la fierté d'avoir retrouvé son autonomie ». David Browne d'Entertainment Weekly donne la note B- à Butterfly. Browne écrit : « Dans Breakdown, elle montre qu'elle peut correspondre au staccato, aux passages reggae de ses invités, deux membres de Bone Thugs-n-Harmony ». Il décrit l'intimité présente dans la musique mais remarque que l'arrangement rend difficile la compréhension des paroles. « Butterfly est indéniablement agréable, avec peu de grandiloquence, souvent associé à Carey. Mais c'est aussi la dernière chose que n'importe qui aurait pu attendre d'elle ».
Dans sa critique, Stephen Thomas Erlewine d'AllMusic apprécie la nouvelle direction musicale de Carey, et l'importance des musiques urbaines dans son travail. Il décrit l'album comme « une collection de tubes entourée de chansons classes » et « tandis que les chansons sont toutes bien conçues, la plupart d'entre elles se mêlent à l'écoute initiale ». Toutefois, il note un contrôle accru de sa voix qui l'a amené à examiner ses ballades Butterfly et Breakdown. Il dit que Butterfly est l'un des meilleurs albums de Carey qui « continue à améliorer et affiner sa musique, qui fait d'elle une rareté parmi ses pairs des années 1990 ». Rich Juzwiak de Slant Magazine donne une note de quatre étoiles sur cinq, loue son « élégance » et la maturité vocale de Carey. Juzwiak fait l'éloge de Breakdown qu'il considère comme « la chanson de sa carrière » et écrit : « C'est la chanson de sa carrière, où les paroles sont prononcées car elle se met à nu. Mariah s'adapte parfaitement à ce style, en partie grâce à sa gamme vocale à multiples octaves, dans une mélodie hypnotique de telle sorte qu'au moment où elle gémit, vous le sentez vraiment ». Pour The Village Voice, Robert Christgau donne à Butterfly la note  et dit : « un mauvais album, dont les chansons méritent rarement une réflexion plus approfondie ».

### Commercial
Butterfly se vend à 236 000 exemplaires lors de sa première semaine et entre à la première place du Billboard 200. Il reste à cette position pendant une semaine et dans le top 20 pendant 21 semaines ; au total, il reste 55 semaines dans le classement. L'album atteint ses plus fortes ventes dans sa quatorzième et quinzième semaines, où il atteint la huitième place du classement et se vend à 283 000 exemplaires. Il arrive en troisième position du Top R&B/Hip-Hop Albums. Aux États-Unis, Butterfly est certifié quintuple disque de platine par la Recording Industry Association of America (RIAA) pour la vente de cinq millions d'exemplaires. Nielsen SoundScan estime que l'album s'est vendu à 3 719 000 exemplaires dans le pays mais exclue les ventes de BMG Entertainment. Au Canada, Butterfly débute en première position et est certifié double disque de platine par la Canadian Recording Industry Association (CRIA) pour la vente de 200 000 exemplaires,. Butterfly débute aussi en première position du hit-parade australien et est certifié double disque de platine par Australian Recording Industry Association (ARIA) pour la vente de 140 000 exemplaires.

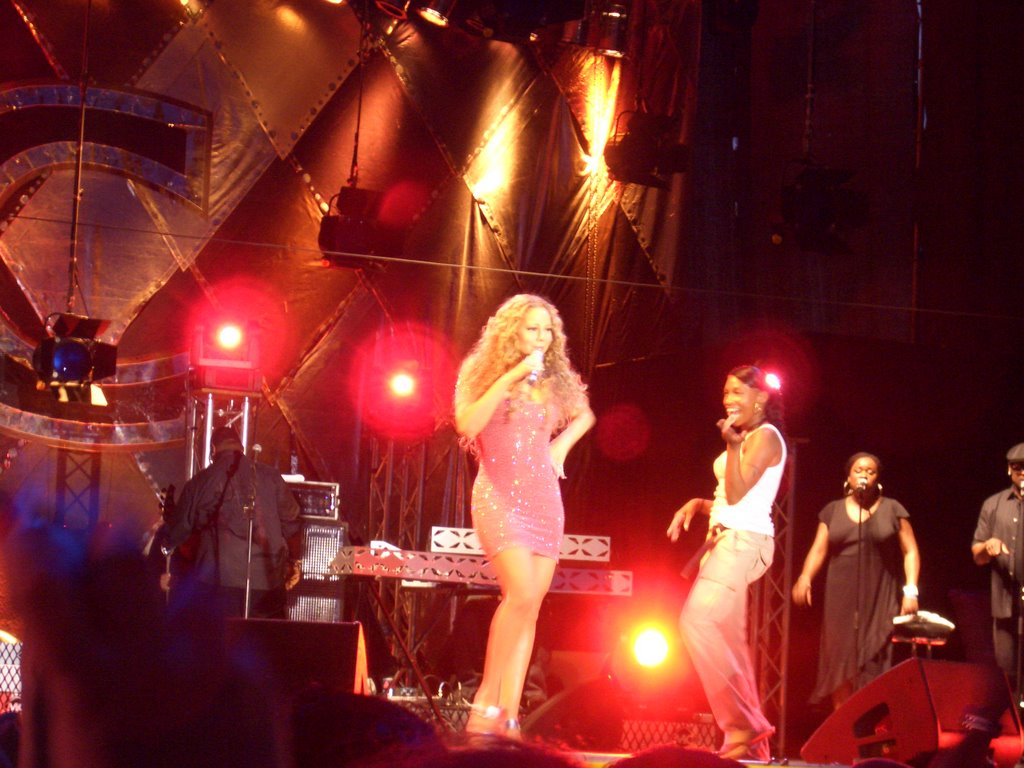
Carey interprète Butterfly durant The Adventures of Mimi Tour.

En Europe, Butterfly atteint le top 5 de plusieurs pays. Il est certifié disque de platine par l'International Federation of the Phonographic Industry (IFPI) pour la vente d'un million d'exemplaires en Europe. Au Royaume-Uni, Butterfly arrive en seconde position et est certifié disque d'or par la British Phonographic Industry (BPI) pour la vente de 150 000 exemplaires. En France, l'album arrive en sixième place et est certifié double disque d'or par le Syndicat national de l'édition phonographique (SNEP). L'album s'est vendu à 292 000 exemplaires en France.
Comme la plupart des albums précédents, Butterfly rencontre du succès en Asie. Au Japon, l'album entre au premier rang du hit-parade et se vend à 408 970 exemplaires cette semaine puis reste dans le classement pendant 26 semaines. L'album reçoit le Million Award par la Recording Industry Association of Japan (RIAJ) pour la vente d'un million d'exemplaires. À Hong Kong, Butterfly est l'un des vingt albums les plus vendus en 1997 et est certifié disque de platine.

## Singles
Cinq singles sortent pour Butterfly, certains ne sont diffusés que sur radio tandis que d'autres sortent dans certains pays. Honey sort le 26 août 1997 en tant que premier single. La chanson devient le douzième numéro un de Carey dans le Billboard Hot 100 et est numéro un au Canada et atteint le top 5 en Nouvelle-Zélande, Espagne, Royaume-Uni,,,
,. Elle est certifiée disque de platine par la Recording Industry Association of America (RIAA) pour la vente d'un million d'exemplaires et est certifiée disque d'or en Australie,. Honey est très bien reçue par les critiques pour sa mélodie accrocheuse et la fusion du R'n'B et du hip-hop. Butterfly est le second single mais est uniquement diffusé sur la radio à cause du conflit de Carey avec Sony. Butterfly atteint la septième place du classement des diffusions radiophoniques et le top 20 néo-zélandais.
Breakdown est le troisième single de Butterfly. La chanson reçoit une promotion limitée à certains pays comme les États-Unis où elle atteint la quatrième du Hot R&B/Hip-Hop Songs. Breakdown atteint la quatrième position du hit-parade néo-zélandais et le top 40 australien,. Breakdown reçoit de très bonnes critiques. Rich Juzwiak de Slant Magazine considère Breakdown comme « la chanson de sa carrière » et écrit :

« C'est la chanson de sa carrière, où les paroles sont prononcées car elle se met à nu. Mariah s'adapte parfaitement à ce style, en partie grâce à sa gamme vocale à multiples octaves, dans une mélodie hypnotique de telle sorte qu'au moment où elle gémit, vous le sentez vraiment. Comme The Roof, Carey se précipite vers une maturité musicale en embrassant le hip-hop et non en le fuyant. Elle est à la hauteur de son élégance et aussi du hip-hop. »

Tandis que Breakdown est le troisième single en Océanie, The Roof (Back in Time) sort en Europe. Au Royaume-Uni, la chanson atteint la 96e place du hit-parade le 4 avril 1998 et aux Pays-Bas, elle arrive en 63e position et passe cinq semaines dans le classement. My All est le cinquième et dernier single de Butterfly. La chanson devient son treizième numéro un aux États-Unis, et elle est de ce fait la quatrième artiste avec le plus de numéro un. En France, la chanson atteint le sixième rang et reste 24 semaines dans le hit-parade. My All est certifiée disque d'argent par le Syndicat national de l'édition phonographique (SNEP) pour la vente de 200 000 exemplaires. Elle arrive à la 17e position du classement annuel du Billboard en 1998.

### Réaction au clip deHoney
« C'était épuisant. Je ne peux pas dire que c'était facile. Je me levais tous les jours à 3 heures du matin et travaillais des fois jusqu'à 9 heures le lendemain matin – pour nager quatre heures d'affilée dans mes chaussures Gucci. Je ne vous dis pas que j'ai réellement sauté du balcon mais j'ai plongé dans la piscine. Et nager dans une piscine toute habillée, ce n'était pas agréable ».
Mis à part l'attention portée autour de cette chanson, le clip reçoit beaucoup de critiques. Pour la première fois dans sa carrière en effet Mariah Carey est provocante, ce qui donne aux téléspectateurs « un avant-goût de la libéralisation de Mariah, ». La vidéo, filmée à Porto Rico, est créée par Carey et réalisée par Paul Hunter. Sur le thème de James Bond, Carey joue le rôle de « la très sexy agent M », une femme qui s'échappe d'une villa où elle était retenue en otage. Carey dit à propos de la vidéo : « Je ne pense pas que la vidéo soit ouvertement sexuelle, mais je pense que les gens m'ont pris pour la Mary Poppins des années 90 ».
Au moment où le clip est diffusé, Carey et Mottola sont en procédure de divorce, ce qui conduit à plusieurs spéculations au sujet du message de la vidéo. Les critiques ont trouvé un lien entre la vidéo et le mariage raté de la chanteuse. Même si Carey dément ces suppositions, beaucoup de gens considèrent que l'évidence suffit. Afanasieff, partenaire de Carey depuis six ans explique que la vidéo parle de Mottola. Alors que les spéculations sur le clip augmentent, Carey dément toujours avoir voulu représenter sa relation avec Mottola. Dans une interview, elle raconte : « Tommy adore la vidéo, il dit que c'est la meilleure ».

### Clips
Le clip de The Roof reçoit de très bonnes critiques et est situé à la 18e des « 100 meilleurs clips ». Sal Cinquemani de Slant Magazine donne une très bonne critique à la vidéo et complimente le fait que Carey incorpore la chanson sensuelle dans « un conte sophistiqué sur une rencontre sexy ». La vidéo remémore l'histoire d'une relation à Carey et la nuit où ils se sont rencontrés sur un toit. Le décor se situe autour d'une limousine noire, un appartement de New York, et le toit d'un immeuble sous la pluie où « Carey apparaît la plus vulnérable, avec le mascara qui coule et trempée à la suite de cette nuit pluvieuse et froide ». Pour conclure sa critique, Cinquemani écrit : « Quand Carey monte par le toit ouvrant de la limousine et se réjouit de la pluie de Novembre, elle n'est pas ivre à cause du champagne mais à cause de ses flash-backs ». Le clip de My All est l'un des plus notables de Butterfly. La vidéo commence avec Carey allongée sur un bateau renversé sur une plage, les yeux vers le ciel, et déplore la perte de son amant. Au fur et à mesure, on le voit au sommet d'un phare au milieu de l'océan, recherchant son amant perdu. D'autres scènes la montrent sur une conque, humide et vulnérable. Peu de temps après, on la voit marcher sur une allée bordée de fleurs blanches, jusqu'à ce qu'elle atteigne le haut du phare où elle est rejointe par son amant. Après la fin du second couplet, ils commencent à s'embrasser. Après avoir passé un moment intime, elle revient sur le chemin, souriante et heureuse. Les scènes où Carey est allongée sur une conque devant des fleurs sont inspirées de la peinture La Naissance de Vénus de Sandro Botticelli. Selon Chris Nickson, les scènes où Carey est allongée sur une conque montrent sa vulnérabilité sans son amant, soulignant le désir déjà important dans la chanson.

## Promotion

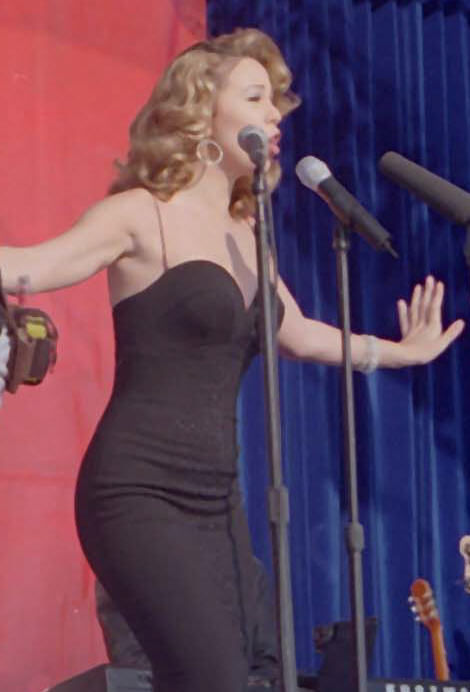
Carey en tournage du clip de I Still Believe, quelque temps après le Butterfly World Tour.

Pour promouvoir Butterfly, Carey fait plusieurs apparitions. Le 12 novembre 1997, elle est interviewée sur sa relation avec Mottola au The Oprah Winfrey Show et chante Butterfly et Hero. Le 17 septembre, elle la reprend avec My All lors du Saturday Night Live. Elle interprète My All pour The Rosie O'Donnell Show et revient quelque temps après pour chanter Close My Eyes. Elle chante My All lors des Blockbuster Entertainment Awards et Honey lors de la cérémonie des World Music Awards en 1998. My All et Honey sont interprétées lors de l'émission Top of the Pops au Royaume-Uni. En Europe, elle interprète Butterfly lors de l'émission allemande Wetten, dass..? avec trois chœurs.
En 1997, après le succès commercial et critique de Butterfly, Carey n'a pas prévu de partir en tournée, à cause des longs voyages et de la fragilité de sa voix. Cependant, en raison de la très forte demande des fans, elle accepte de se produire en Asie, et étend seulement la tournée à Taiwan et en Australie et un dernier concert aux États-Unis. La quasi-totalité des billets ont été vendus ; les 200 000 tickets prévus pour les quatre concerts à Tokyo ont été vendus en moins d'une heure, battant ainsi son propre record. Durant la tournée, plusieurs concerts sont filmés et rassemblés dans la vidéo Around the World. Elle montre des concerts au Tokyo Dome, Aloha Stadium et d'autres scènes qui n'ont aucun rapport avec la tournée. Les fans de Carey et les critiques ont tout particulièrement appréciés les concerts et la voix de la chanteuse.

## Postérité
Butterfly, reconnu comme l'un des meilleurs albums de Carey, reçoit plusieurs prix. Lors des Billboard Music Awards, Carey gagne un prix pour le « Plus grand nombre de numéro un par une artiste féminine ». Honey est nommée pour les catégories « Meilleure performance vocale R'n'B féminine » et « Meilleure chanson féminine » tandis que Butterfly est nommée dans la catégorie « Meilleure performance vocale pop féminine ». Butterfly gagne un Japan Gold Disc Award dans la catégorie « Album pop international de l'année ». Carey gagne le prix « Artiste féminine Soul/R'n'B » lors des American Music Awards. De plus, l'album gagne un BMI dans la catégorie « Auteur de l'année » et gagne des prix pour Honey, Butterfly, et My All. Lors des Soul Train Music Awards en 1998, Carey gagne les prix « Artiste de l'année » et « Lady de la soul » qui lui sont remis par Aretha Franklin.
Butterfly est nommée aux NAACP Image Award dans la catégorie « Artiste féminine exceptionnelle ». Lors des Blockbuster Entertainment Awards, Carey est l'« Auteur de l'année » et reçoit le prix de la « chanson de l'année ». Lors des World Music Awards, Carey gagne deux prix, celui de la « meilleure artiste féminine R'n'B » et la « meilleure artiste des années 1990 ». Carey est encore déçue de ne pas avoir gagné de récompenses lors des Grammy Awards mais il a été récompensé par la tournée qui a lieu durant ces moments là. Selon l'écrivain Marc Shapiro : « Aucune récompense ne remplaceront le succès populaire de Butterfly et le sentiment qu'elle est maintenant libre et créative ». Dans une récente liste compilée par des critiques, Butterfly est l'un des 1001 albums qu'il faut avoir écoutés dans sa vie.
Carey considère Butterfly comme son album préféré. En 2009, elle explique : « Il représente la liberté artistique, et la liberté en général pour moi. Un virage personnel décisif ». Elle change son image en se montrant plus sexy. Elle met des tenues vestimentaires moulantes et des talons aiguilles. Elle veut se donner l'image d'une femme libérée. Elle explique lors d'une interview :

« J’appelle ça la liberté. Ma liberté de m’être éloignée de gens oppressants, qui me voulaient avec une image figée. Parce qu’ils se sentaient en insécurité vis-à-vis de moi. Mais maintenant je peux faire tout ce que je veux. Et puis, rien n’est aussi sérieux que ça. Je m’explique : quand des gens affichent une image sexy, et ne vont pas plus loin que cette image, c’est une chose. Mais on peut ajouter un peu d’humour et de distance dans tout ça, non ? C’est ce que je fais, moi. Dans la vraie vie, je ne suis pas une allumeuse, j’ai des relations normales avec les gens, et je m’habille de façon normale. »

## Liste des titres
| 1.    | Honey                                 | Mariah Carey, Sean Combs, Q-Tip, Stevie J., Stephen Hague, Bobby Robinson, Larry Price, Malcolm McLaren | Mariah Carey, Sean Combs, Stevie J., The Ummah                              | 5:00 |
| 2.    | Butterfly                             | Mariah Carey, Walter Afanasieff, Dan Shea                                                               | Mariah Carey, Walter Afanasieff                                             | 4:35 |
| 3.    | My All                                | Mariah Carey, Walter Afanasieff                                                                         | Mariah Carey, Walter Afanasieff                                             | 3:52 |
| 4.    | The Roof (Back in Time)               | Mariah Carey, Jean-Claude Oliver, Samuel Barnes, Cory Rooney                                            | Mariah Carey, Poke & Tone                                                   | 5:14 |
| 5.    | Fourth of July                        | Mariah Carey, Walter Afanasieff                                                                         | Mariah Carey, Walter Afanasieff                                             | 4:22 |
| 6.    | Breakdown (avec Bone Thugs-N-Harmony) | Mariah Carey, Anthony Henderson, Charles Scruggs, Stevie J.                                             | Mariah Carey, Sean Combs, Stevie J.                                         | 4:44 |
| 7.    | Babydoll                              | Mariah Carey, Missy Elliott, Cory Rooney, Stevie J.                                                     | Mariah Carey, Cory Rooney                                                   | 5:07 |
| 8.    | Close My Eyes                         | Mariah Carey, Walter Afanasieff                                                                         | Mariah Carey, Walter Afanasieff                                             | 4:21 |
| 9.    | Whenever You Call                     | Mariah Carey, Walter Afanasieff                                                                         | Mariah Carey, Walter Afanasieff                                             | 4:21 |
| 10.   | Fly Away (Butterfly Reprise)          | Mariah Carey, Elton John, Bernie Taupin, David Morales                                                  | Mariah Carey, David Morales                                                 | 3:49 |
| 11.   | The Beautiful Ones                    | Prince                                                                                                  | Mariah Carey, Cory Rooney                                                   | 6:59 |
| 12.   | Outside                               | Mariah Carey, Walter Afanasieff, Cory Rooney                                                            | Mariah Carey, Walter Afanasieff                                             | 3:35 |
| 13.   | Honey (So So Def Radio Mix)           | Mariah Carey, Bobby Robinson, Larry Price, Freddie Perren, Alphonzo Mizell, Berry Gordy                 | Mariah Carey, Sean Combs, Stevie J., The Ummah, Jermaine Dupri, Manuel Seal | 3:59 |
| 14.   | Honey (Def Club Mix)                  | Mariah Carey, Bobby Robinson                                                                            | Mariah Carey, Sean Combs, David Morales, Stevie J., The Ummah               | 6:17 |
| 15.   | Mi Todo                               | Mariah Carey, Walter Afanasieff, Manny Benito                                                           | Mariah Carey, Walter Afanasieff                                             | 3:52 |
| 57:10 |                                       | |                                                                             |      |

## Crédits
| Personnel - Mariah Carey – chant, chœurs - Walter Afanasieff – claviers, synthétiseurs - Dave Hall – synthétiseurs, claviers, programmation - David Cole – claviers - Sean J. Combs – chœurs, claviers, synthétiseurs - Cory Rooney – batterie, claviers - Q-Tip – programmation, batterie - James T. Alfano – programmation, guitare - Krayzie Bone – guitare, chœurs, claviers - Wish Bone – basse, chœurs, claviers - Stevie J. – programmation - Cindy Mizelle – chœurs - Melodie Daniels – chœurs - Kelly Price – chœurs - Shanrae Price – chœurs | Production - Mariah Carey – arrangement - Dave Hall – arrangement - Walter Afanasieff – arrangement - Missy Elliott – arrangement - Prodigy – ingénieur vocal, basse, batterie - David Morales – synthétiseurs, batterie, basse - Bobby Robinson – ingénieur, mixage - Bob Rosa – ingénieur, mixage - David Gleeson – ingénieur - Dana Jon Chappelle – ingénieur, ingénieur vocal - Acar Key – ingénieur - Frank Filipetti – ingénieur - Mark Krieg – ingénieur secondaire - Kirk Yano – ingénieur - Mick Guzauski – mixage - Bob Ludwig – mastering |

## Classements et certifications
| Pays                                    | Position | Certification |
| --------------------------------------- | -------- | ------------- |
| Allemagne                               | 7        | –             |
| Australie                               | 1        | 2 × Platine   |
| Autriche                                | 5        | –             |
| Belgique (Nl)                           | 6        | Or            |
| Belgique (Fr)                           | 2        | Or            |
| Canada                                  | 1        | 2 × Platine   |
| Espagne                                 | 5        | Platine       |
| Europe                                  | 2        | Platine       |
| Finlande                                | 12       | –             |
| France                                  | 6        | 2 × Or        |
| Hong Kong                               | –        | Platine       |
| Hongrie                                 | 20       | –             |
| Irlande                                 | 6        | –             |
| Italie                                  | 2        | –             |
| Japon                                   | 1        | Million       |
| Malaisie                                | 4        | –             |
| Norvège                                 | 5        | –             |
| Nouvelle-Zélande                        | 4        | Platine       |
| Pays-Bas                                | 1        | Or            |
| Pologne                                 | –        | Or            |
| Royaume-Uni                             | 2        | Or            |
| Suède                                   | 4        | –             |
| Suisse                                  | 3        | Or            |
| États-Unis Billboard 200                | 1        | 5x Platine    |
| États-Unis Billboard R&B/Hip-Hop Albums | 3        | 5x Platine    |

| Pays                     | Position | Année | Période   |
| ------------------------ | -------- | ----- | --------- |
| Australie                | 27       | 1997  | 1996-1997 |
| Belgique (Nl)            | 69       | 1997  | 1996-1997 |
| Belgique (Fr)            | 39       | 1997  | 1996-1997 |
| Suisse                   | 48       | 1997  | 1996-1997 |
| États-Unis Billboard 200 | 54       | 1997  | 1996-1997 |
| États-Unis Billboard 200 | 21       | 1998  | 1997-1998 |

### Classements des singles
| 1997                             | Honey                                 | 1 | 2 | 38 | 8  | 2 | 39 | 8  | 3  | 3  | 23 | - AUS : Or - ÉU : Platine    |
| 1997                             | Butterfly                             | – | – | 76 | 27 | – | 43 | 46 | 15 | 22 | –  | –                            |
| 1998                             | The Roof (Back in Time)               | – | – | –  | –  | – | –  | 47 | –  | 96 | –  | –                            |
| 1998                             | Breakdown (avec Bone Thugs-N-Harmony) | – | 4 | –  | 38 | – | –  | –  | 4  | –  | –  | - NZ : Or                    |
| 1998                             | My All                                | 1 | 4 | 30 | 39 | 9 | 6  | 32 | 21 | 4  | 7  | - FR : Argent - ÉU : Platine |
| "–" Aucune entrée/certification. |                                       |   |   |    |    |   |    |    |    |    |    |                              |

## Compléments